# Portu (futbolista nacido en 1992)
Cristian Portugués Manzanera (Beniel, Murcia, España, 21 de mayo de 1992), conocido deportivamente como Portu, es un futbolista español. Juega como delantero y su equipo es el Girona F. C. de la Primera División de España.

## Trayectoria
Nacido en Beniel, Murcia, se formó como jugador en la cantera del equipo de su pueblo; el Club Deportivo Beniel, desde donde dio el salto al Real Murcia y, posteriormente, al Valencia C. F. Hizo su debut con el filial en abril de 2010, pasando varias temporadas en Segunda División B, así como una en Tercera División. En enero de 2012 fue llamado por el entrenador del primer equipo, Unai Emery, debido a una serie de lesiones.
Jugó su primer partido oficial con el Valencia, de la mano del técnico Juan Antonio Pizzi, el 27 de febrero de 2014, en un empate en casa 0-0 ante el Dínamo de Kiev correspondiente a los dieciseisavos de final de la Liga Europa de la UEFA. Su primera aparición en la Liga se produjo tres días después, el 3 de marzo de 2014, en la derrota 1-0 ante el Rayo Vallecano en Vallecas.
El 3 de julio de 2014 se convirtió en jugador del Albacete Balompié, firmando para dos campañas con opción a una adicional según objetivos. El Valencia C. F. se reservó una opción de tanteo por el jugador. En verano de 2015, el club manchego anunciaba la renovación del jugador hasta junio de 2019. Durante su estancia en el club albaceteño, fue adelantando su posición, pasando de ser un centrocampista de corte defensivo a jugar de mediapunta con más llegada al área rival, lo que se tradujo en 10 goles anotados en las dos temporadas que militó en el club del Carlos Belmonte.
Tras el descenso de categoría del Albacete Balompié quedó libre, y en junio de 2016 fichó por el Girona F. C. En su primera temporada logró el ascenso a Primera División y se confirmó como un jugador referencia en el ataque marcando un total de 8 goles.
En la temporada 2017-18, su primera en Primera División, anotó un total de 10 goles, uno de ellos el 29 de octubre de 2017, siendo el gol de la victoria ante el Real Madrid C. F. en el Municipal de Montilivi, partido que acabó 2-1 a favor del Girona F. C. El 17 de febrero de 2019, con un remate de cabeza, dio un nuevo triunfo ante el Real Madrid C. F. por 1 a 2 en el Estadio Santiago Bernabéu.
El 18 de junio de 2019 la Real Sociedad hizo oficial su fichaje hasta el 30 de junio de 2024. El 3 de abril de 2021, en el Estadio de la Cartuja, conquistó su primer título como profesional al vencer por 1-0 en la final de la Copa del Rey pendiente del año anterior debido a la pandemia de COVID-19 al eterno rival, el Athletic Club. Fue titular y fue gran protagonista de la consecución del éxito, puesto que fue quien provocó el penalti que a la postre dio el título a la Real Sociedad.
El 21 de junio de 2022, después de tres años en el equipo vasco, fue anunciada su cesión con opción de compra al Getafe C. F. Disputó un total de 37 partidos y a final de temporada se anunció su continuidad tres campañas más. Sin embargo, antes de cerrarse el periodo de fichajes regresó al Girona F. C. firmando un contrato por cuatro años.
En su primer partido tras su vuelta a Girona marcó el gol de la victoria ante la U. D. Las Palmas. También anotó un par de tantos el siguiente 4 de mayo que sirvieron para derrotar al F. C. Barcelona y clasificar al club por primera vez en su historia para disputar la Liga de Campeones de la UEFA.

## Estadísticas

### Clubes
Actualizado al último partido disputado el 15 de agosto de 2025.
| Club                             | Div.          | Temporada     | Liga  | Liga  | Copas nacionales | Copas nacionales | Copas internacionales | Copas internacionales | Total | Total |
| Club                             | Div.          | Temporada     | Part. | Goles | Part.            | Goles            | Part.                 | Goles                 | Part. | Goles |
| -------------------------------- | ------------- | ------------- | ----- | ----- | ---------------- | ---------------- | --------------------- | --------------------- | ----- | ----- |
| Valencia C. F. Mestalla · España | 2.ª B         | 2009-10       | 3     | 0     | —                | —                | —                     | —                     | 3     | 0     |
| Valencia C. F. Mestalla · España | 2.ª B         | 2011-12       | 33    | 2     | —                | —                | —                     | —                     | 33    | 2     |
| Valencia C. F. Mestalla · España | 2.ª B         | 2012-13       | 34    | 1     | —                | —                | —                     | —                     | 34    | 1     |
| Valencia C. F. Mestalla · España | 2.ª B         | 2013-14       | 36    | 1     | —                | —                | —                     | —                     | 36    | 1     |
| Valencia C. F. Mestalla · España | Total club    | Total club    | 106   | 4     | 0                | 0                | 0                     | 0                     | 106   | 4     |
| Valencia C. F. · España          | 1.ª           | 2013-14       | 1     | 0     | 0                | 0                | 1                     | 0                     | 2     | 0     |
| Valencia C. F. · España          | Total club    | Total club    | 1     | 0     | 0                | 0                | 1                     | 0                     | 2     | 0     |
| Albacete Balompié · España       | 2.ª           | 2014-15       | 36    | 6     | 3                | 0                | —                     | —                     | 39    | 6     |
| Albacete Balompié · España       | 2.ª           | 2015-16       | 39    | 6     | 1                | 0                | —                     | —                     | 40    | 6     |
| Albacete Balompié · España       | Total club    | Total club    | 75    | 12    | 4                | 0                | 0                     | 0                     | 79    | 12    |
| Girona F. C. · España            | 2.ª           | 2016-17       | 41    | 8     | 0                | 0                | —                     | —                     | 41    | 8     |
| Girona F. C. · España            | 1.ª           | 2017-18       | 37    | 11    | 0                | 0                | —                     | —                     | 37    | 11    |
| Girona F. C. · España            | 1.ª           | 2018-19       | 34    | 9     | 3                | 1                | —                     | —                     | 37    | 10    |
| Real Sociedad · España           | 1.ª           | 2019-20       | 35    | 7     | 6                | 0                | —                     | —                     | 41    | 7     |
| Real Sociedad · España           | 1.ª           | 2020-21       | 37    | 8     | 2                | 0                | 8                     | 1                     | 47    | 9     |
| Real Sociedad · España           | 1.ª           | 2021-22       | 37    | 1     | 5                | 1                | 7                     | 0                     | 49    | 2     |
| Real Sociedad · España           | Total club    | Total club    | 109   | 16    | 13               | 1                | 15                    | 1                     | 137   | 18    |
| Getafe C. F. · España            | 1.ª           | 2022-23       | 34    | 0     | 3                | 0                | ―                     | ―                     | 37    | 0     |
| Getafe C. F. · España            | 1.ª           | 2023-24       | 3     | 0     | ―                | ―                | ―                     | ―                     | 3     | 0     |
| Getafe C. F. · España            | Total club    | Total club    | 37    | 0     | 3                | 0                | 0                     | 0                     | 40    | 0     |
| Girona F. C. · España            | 1.ª           | 2023-24       | 33    | 7     | 5                | 1                | ―                     | ―                     | 38    | 8     |
| Girona F. C. · España            | 1.ª           | 2024-25       | 27    | 1     | 1                | 0                | 5                     | 0                     | 33    | 1     |
| Girona F. C. · España            | 1.ª           | 2025-26       | 1     | 0     | 0                | 0                | ―                     | ―                     | 1     | 0     |
| Girona F. C. · España            | Total club    | Total club    | 173   | 36    | 9                | 2                | 5                     | 0                     | 187   | 38    |
| Total carrera                    | Total carrera | Total carrera | 501   | 68    | 29               | 3                | 21                    | 1                     | 551   | 72    |
| 1. 2.                            |               |               |       |       |                  |                  |                       |                       |       |       |

## Palmarés

### Campeonatos nacionales
| Título       | Club          | País   | Año  |
| ------------ | ------------- | ------ | ---- |
| Copa del Rey | Real Sociedad | España | 2020 |